# Víctor Lis Quibén
Víctor Lis Quibén (1893-1963) fue un médico, etnógrafo y político de extrema derecha español, diputado a Cortes durante la Segunda República.

## Biografía
Nació en Buenos Aires (Argentina) en 1893. Llegó a ser detenido por las autoridades tras la Sanjurjada, intentona fallida de golpe de Estado de agosto de 1932. Resultó elegido diputado de las Cortes republicanas por la circunscripción electoral de Pontevedra en las elecciones de 1933; era miembro de la Unión Regional de Derechas (URD) dentro del grupo parlamentario de la Confederación Española de Derechas Autónomas (CEDA). En julio de 1934 ya había sido expulsado de la CEDA.
Seguidor de José Calvo Sotelo y fundador en julio de 1934 del comité provincial de Renovación Española, el 22 de julio de 1935 presidió la sesión de constitución formal del Bloque Nacional en la provincia. Candidato a diputado de nuevo por Pontevedra a las elecciones de 1936, esta vez en la candidatura del Bloque Nacional, resultó elegido.
Líder de la Guardia Cívica de la ciudad de Pontevedra tras el golpe de Estado de julio de 1936 tras sustituir al teniente de la Guardia Civil Patiño, se destacó por su papel en la represión por parte de los sublevados en la provincia, tomando parte en numerosas ejecuciones sumarias o paseos, se calcula que asesinó personalmente a más de 30 personas. También fue jefe de Falange de Pontevedra. Tras el fin de la guerra civil se desempeñó como médico y etnógrafo. Falleció en Pontevedra en 1963.

## Obras
- La medicina popular en Galicia (1949)[13]